# Équifun
L'Équifun est une discipline équestre à vocation ludique. Cette épreuve d'animation proposée dans les clubs équestres vise à renforcer la maîtrise du poney ou du cheval par les cavaliers. Ces derniers effectuent un parcours d'épreuves de maniabilité, de saut d'obstacles et d'adresse. L'épreuve peut se faire en individuel ou en équipe (de trois ou quatre cavaliers et trois ou quatre équidés plus un couple de réserve). Cette discipline est le plus souvent pratiquée à poney.
Dans l’équifun, il y a les couples cavalier/cheval et les jeunes officiels (→ personne qui va regarder attentivement le parcours de chaque couple pour noter sur une feuille s’il y a des erreurs de faites pour ensuite le rapporter au jury). 
Dans cette épreuve, les cravaches et les éperons sont interdits. Le parcours est constitué de dispositifs plus ou moins difficiles, chronométrés.
Le but de l’équifun est de développer les capacités du cavalier à maîtriser sa monture par le choix des options qui correspondent le mieux au cheval et de favoriser la préparation des équidés en améliorant la qualité de leur dressage.
Seuls les cavaliers possédant une licence de compétition valide peuvent participer aux concours. Les hauteurs peuvent varier de 40 cm (ou croix) jusqu'à 90 cm. La publicité pour leurs concours est à la charge de l'organisateur. Un cavalier ne peut monter plus de 3 chevaux ou poneys dans une même épreuve. Un cavalier peut monter un même cheval ou poney maximum deux épreuves par jour et par discipline. Tous les chevaux à partir de 4 ans peuvent participer au concours équifun. Tous les équidés participants doivent respecter les règles sanitaires et légales. Tout poney monté par un cavalier de plus de 16 ans est considéré comme un cheval. Les cavaliers doivent s'inscrire auprès de leur centre-équestre. Toute inscription en retard (après mardi minuit) sera considérée comme une inscription sur place avec une amende de 3 euros supplémentaire au prix initial .
L'équifun est un sport de plaisir. L’équifun a pour but de la coordination avec son poney/cheval, visant à améliorer leur capacité individuelle et commune. Pour cette discipline, adresse et vitesse sont nécessaires.
l’équifun peut aussi orienter vers d’autres disciplines, comme le saut ou le dressage.
À l’Open de France, 2 jours pour cette discipline, 1 jour avec une épreuve basée sur l’adresse ; et l’autre sur la vitesse.

## Dispositifs possibles
Le parcours est constitué d'un enchaînement de certains des dispositifs suivants :
- la chicane
- la locomotive
- la marguerite
- le serpent
- la ligne
- le labyrinthe
- les portes
- le swing
- le slalom
- le trèfle
- le mât de Cocagne
- le tournicoton
- le cercle
- le lasso
- le carré
- la cloche
- le ZED
- la grande étoile
- le jardin
- le huit
- le trèfle à 2, 3 ou 4 feuilles
- quelques sauts

## Catégories
Les couples cavaliers/chevaux sont regroupés en plusieurs catégories de taille et âge :
- Poneys :
  - A2 : Poneys de taille A ; cavaliers de moins de 10 ans.
  - A1 : Poneys de taille A ; cavaliers de moins de 12 ans.
  - Club Poney Minime : Poneys de taille B, C ou D ; cavaliers de moins de 14 ans.
  - Club Poney Cadet : Poneys de taille B, C ou D ; cavaliers de moins de 16 ans.
  - Club Poney Junior : Poneys de taille B, C ou D ; cavaliers de moins de 18 ans.
- Autres :
  - Club : Poney de taille B, C ou D et chevaux ; pas de limite d'âge.